# Mariä Heimsuchung (Kleinenberg)

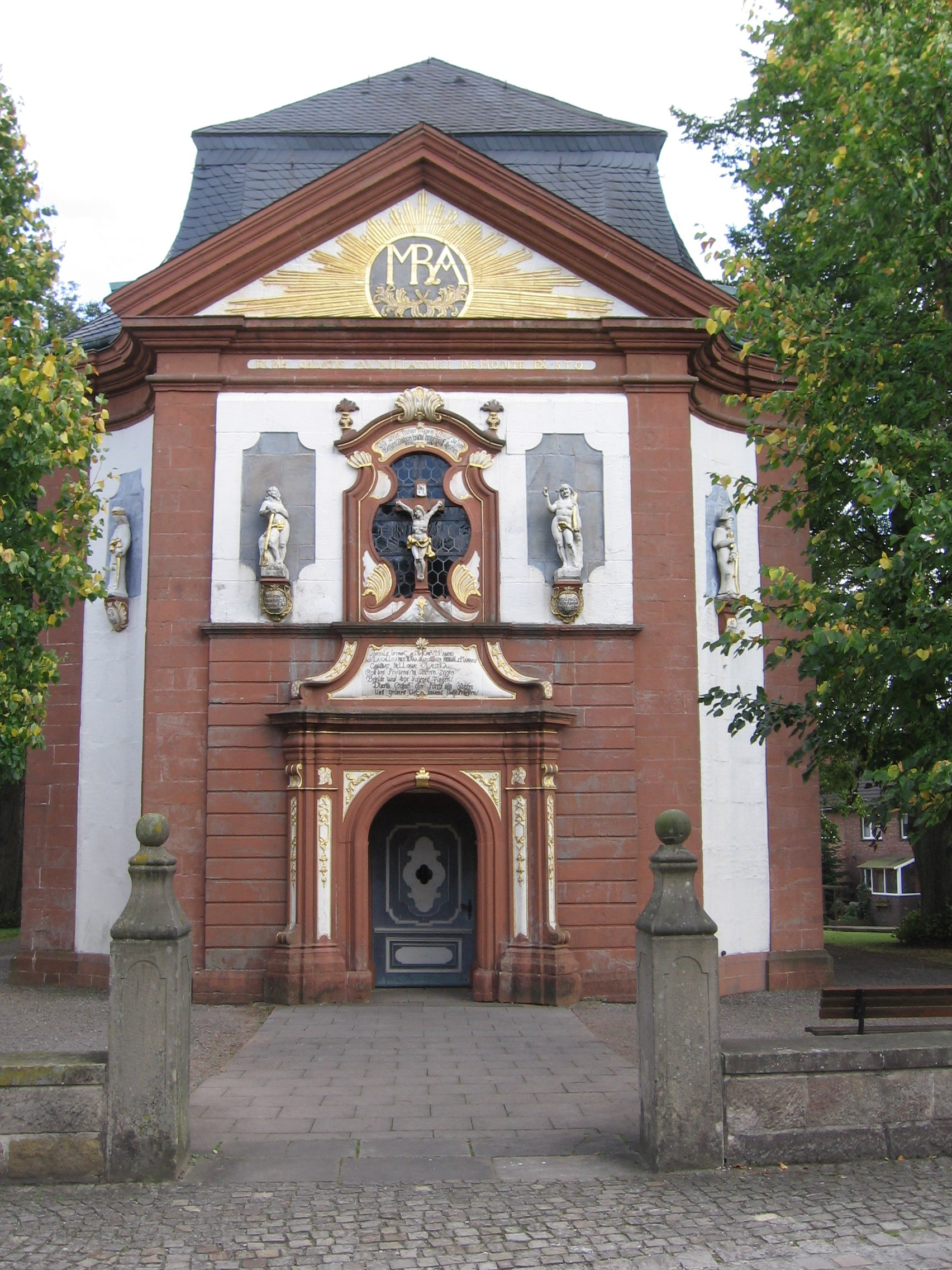
Wallfahrtskirche Mariä Heimsuchung

Die katholische Wallfahrtskirche Mariä Heimsuchung ist ein denkmalgeschütztes Kirchengebäude in Kleinenberg, einem Stadtteil von Lichtenau im Kreis Paderborn (Nordrhein-Westfalen).

## Geschichte und Architektur

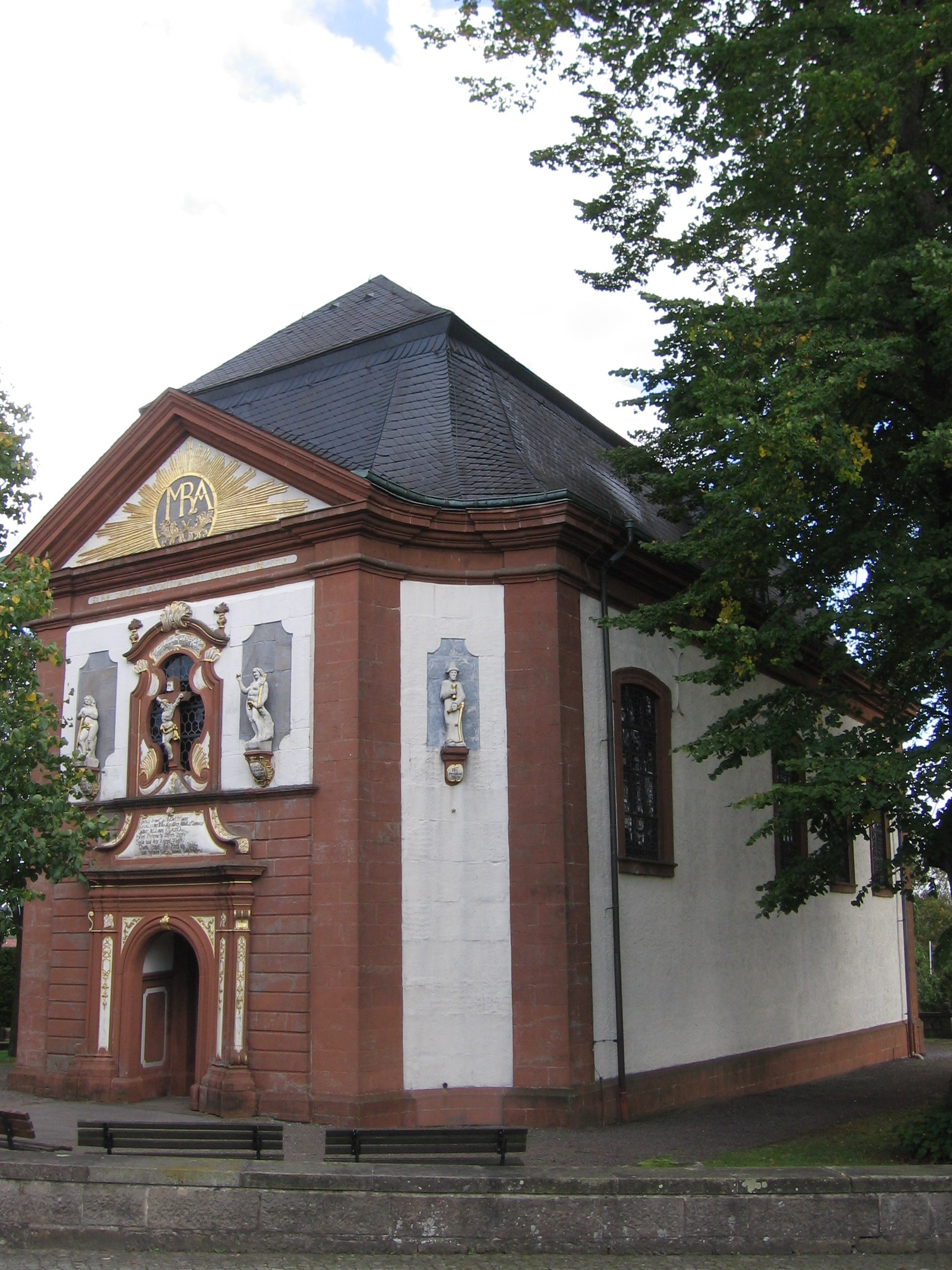
Seitenansicht

Das Vorgängergebäude war eine Kapelle mit Klause. Die Saalkirche mit einem gerade geschlossenen Chor wurde von 1742 bis 1758 unter der Leitung von Franz Christoph Nagel errichtet. In der Westachse befindet sich ein Kreuzweg. Dem Mansarddach wurde ein polygonaler Dachreiter aufgesetzt. Die Heilig-Grab-Nische ist in der Ostwand. Der Putzbau mit eingenischten Ecken und übergiebelten Schauseiten ist durch umlaufendes Gebälk, Pilaster und Fenstereinfassungen aus rot gefasstem Werkstein gegliedert. Die sandsteinverkleidete Westfassade wurde im Erdgeschoss genutet. Das Portal ist von Pilastern gerahmt und mit dem geschweiften Fenster, in reicher profilierter Rahmung, zusammengefasst. Seitlich stehen Figuren auf Konsolen, die beiden Äußeren wurden erneuert. Das Kruzifix aus Sandstein, vor dem Fenster, wurde 1769 von Johannes Gotfried Buch angefertigt. Die Inschrift nimmt auf Kriegswirren Bezug, das Chronogramm ist mit 1758 bezeichnet. Das Pilasterportal mit einer volutengerahmten Figurennische auf der Nordseite ist mit 1742 bezeichnet. Die Immaculata aus Sandstein ist von 1757.
Die ungewöhnliche Volutendecke im Innenraum wird kuppelartig mit einem durchfensterten ovalen Tambour in den Dachraum erweitert. Das Gemälde im Spiegel zeigt die Krönung Mariens und in runden Medaillons die Apostel. Die Arbeiten stammen wohl aus der Zeit um 1967/68. In der unteren Voute sind alttestamentliche Szenen zu sehen. Das Wandgemälde von Wilhelm Lautenbach ist mit 1916 bezeichnet.

## Ausstattung
- Die Altäre aus Holz, mit reichem plastischen Schmuck und Figuren, sind durch Türen verbunden. Sie wurden ebenso wie die Kommunionbank in der Zeit von 1748 bis 1749 von Johann Philipp Pütt angefertigt.
- Die Beichtstühle sind aus der Zeit um 1747.
- Die stuckierte Orgelempore aus Holz, mit Heiligenfiguren, ist mit 1753 bezeichnet.
- Die Kegelladenorgel wurde 1880 aufgestellt.
- Das geschnitzte Gnadenbild der Madonna Helferin vom Berg aus der Zeit um 1400 wurde neu gefasst, die Weltkugel und die Kronen wurden erneuert.
- Die hölzernen Figuren der Ordensstifter wurden um 1748 geschnitzt.
- Das Stahlgeläut hängt im Dachreiter; es wurde 1874 vom Bochumer Verein gegossen.

## Grabnische
Außen am Chor befindet sich die tonnengewölbte, von Voluten bekrönte Grabnische von 1717. Sie wurde 1914 erneuert und dient seitdem als vierzehnte Station des Kreuzweges. Die Figur des Christus im Grab wurde 1757 von einem Bildhauer Pütt geschnitzt. Die Nische ist durch ein schmiedeeisernes Gitter von 1770 geschützt. Die Treppenanlage wurde in der ersten Hälfte des 20. Jahrhunderts gebaut.

## Kreuzweg
Der Kreuzweg in der Westachse der Kirche ist von Linden gesäumt. Er besteht aus mit asymmetrischen Voluten besetzten Sandsteinstelen von 1754. Sechs Stationen wurden 1885 in schlichter Form erneuert. Am westlichen Endpunkt steht eine Kreuzigungsgruppe aus Sandstein aus der Zeit um 1768.

## Wallfahrt
Kleinenberg ist einer der ältesten Marienwallfahrtsorte in Westfalen. Die Marienverehrung begründet sich der Legende nach auf einem Wunder. Ein Marienbild soll dreimal über einer Eiche geschwebt haben, an dieser Stelle wurde eine Klause gebaut. Bis zum Bau der heutigen Wallfahrtskirche Auxiliatrix de monte modico – Helferin vom Kleinen Berge existierten mehrere Vorgängerkapellen. Auch das ausgedehnte Wallfahrtsgelände und die Kreuzwegallee werden in die Feierlichkeiten eingebunden. Die Hauptwallfahrten sind jeweils am 2. Juli (Mariä Heimsuchung), sowie am 8. September (Mariä Geburt). Seit 2004 wird das religiöse mittelalterliche Mysterienspiel Maria aufgeführt.